# Сачко Юрій Вікторович
Юрій Вікторович Сачко (нар. 19 вересня 1993) — український футболіст, півзахисник черкаського ЛНЗ.

## Життєпис
Вихованець харківського «Арсеналу», в складі якого до 2010 року виступав у ДЮФЛУ. У 2010 році став гравцем першолігового ФК «Харків». Дебютував у професійному футболі 10 червня того ж року в програному (1:4) домашньому поєдинку 34-го туру першої ліги проти білоцерківського «Арсеналу». Олександр вийшов на поле на 57-й хвилині, замінивши Філіпа Хамільтона-Роллінгса. Цей матч виявився єдиним для Сачка у футболці харків'ян. Надалі Юрій виступав в аматорських клубах «Геліос-Академія» (Харків), «Маяк» (Валки), «Енергетик» (смт Солоницівка).
У 2016 році підсилив склад аматорського клубу «Агробізнес TSK», який виступав у чемпіонаті Сумщини. У сезоні 2016/17 років був у складі «Агробізнесу TSK» (2 рази в заявці, але на поле не виходив) та первомайського «Квадро». Напередодні початку сезону 2017/18 років перейшов до охтирського «Нафтовика-Укрнафти». Дебютував у футболці охтирського колективу 22 липня 2017 року в переможному (2:0) виїзному поєдинку 2-го туру першої ліги проти кременчуцького «Кременя». Юрій вийшов на поле на 85-й хвилині, замінивши Василя Цюцюру. Дебютним голом у складі «нафтовиків» відзначився на 76-й хвилині програного (1:2) домашнього поєдинку 19-го туру першої ліги проти кременчуцького «Кременя». Сачко вийшов на поле в стартовому складі, а на 81-й хвилині його замінив Євген Кателін.